# Tropidotilla
Tropidotilla Bischoff, 1920 — род ос-немок из подсемейства Mutillinae.

## Распространение
Афротропика (6 видов) и Палеарктика (7 видов), в Европе 4 вида. Для СССР указывалось около 4 видов. 

## Описание
Как правило, среднего размера пушистые осы (7-18). Крылья самцов интенсивно тёмные. Пигидальное поле самок развито. Брюшко со светлыми перевязями. У самцов 13-члениковые усики, у самок — 12-члениковые. Самка осы пробирается в чужое гнездо и откладывает яйца на личинок хозяина, которыми кормятся их собственные личинки.

## Систематика
Более 11 видов. 

### Виды Европы
- Tropidotilla cypriadis Invrea, 1940
- Tropidotilla litoralis (Petagna, 1787)
- Tropidotilla sareptana (André, 1901)
- Tropidotilla vulnericeps (Costa, 1860)
- Другие виды